# Hans-Jürgen Amtage
Hans-Jürgen Amtage (* 25. Oktober 1958 in Minden) ist ein deutscher Journalist. Amtage war Ressortleiter Lokales und stellvertretender Chefredakteur des Mindener Tageblattes und Leiter des RTL-Landesstudios Niedersachsen in Hannover. Zurzeit ist er als freier Journalist tätig.

## Leben
Hans-Jürgen Amtage besuchte das Herder-Gymnasium in Minden. Nach dem Zivildienst studierte er Sozialwissenschaften und Publizistik an der Georg-August-Universität in Göttingen. 1982 folgte ein Volontariat beim Westfalen-Blatt in Bielefeld, wo er bis 1988 als Redakteur und stellvertretender Redaktionsleiter in verschiedenen Lokalredaktionen arbeitete. Von 1988 bis 1991 war er im Auftrag der TV-Produktionsgesellschaft Teutotele mit Sitz in Bielefeld als Leiter des RTL-Landesstudios Niedersachsen in Hannover tätig. Ab 1991 wirkte er als Ressortleiter Lokales und später auch als stellvertretender Chefredakteur des Mindener Tageblattes. Ab 2004 leitete er außerdem die Lokalredaktion des Vlothoer Anzeigers.
Seit 2013 arbeitet Amtage als freier Journalist. In Erscheinung tritt er sowohl als Autor regionbezogener Zeitungsberichte im Westfalen-Blatt wie auch als Moderator von Diskussionsrunden.
Ehrenamtlich ist Amtage als Vorsitzender des Dombau-Vereins Minden aktiv.
Amtage lebt in Minden, ist verheiratet und hat vier Kinder.